# Christelijke Onderwijscentrale
De Christelijke Onderwijscentrale C.O.C., kortweg COC, is een onderwijsvakbond in Vlaanderen, die aangesloten is bij het ACV en de Federatie van de Christelijke Syndicaten van de Openbare Diensten (FCSOD). Met ca. 42.000 leden (2015) is het de grootste onderwijsvakbond in Vlaanderen.

## Geschiedenis
Het COC ontstond op 18 mei 1993 als overkoepelende organisatie van tot dan toe afzonderlijk optredende vakbonden binnen het onderwijs. Er bestonden toen afzonderlijke centrales voor verschillende deelgebieden:
- Christelijke Unie van personeelsleden bij het Rijksonderwijs (CURO), voor personeel in het rijksonderwijs,
- Christelijke Centrale van het personeel bij het Vrij Middelbaar en Normaalonderwijs (CVMNO), voor middelbaar en normaalonderwijs,
- Christelijke Centrale van het Personeel bij het Technisch Onderwijs (CCPTO), voor technisch en beroepsonderwijs, waar zich ook enkele kleinere sectoren hadden bij aangesloten (DKO, CLB, buitengewoon onderwijs e.a.).

Het COC was al die tijd de verdediger van de belangen van het onderwijzend personeel (en aanverwanten, zoals internaatspersoneel en schoolsecretariaten). Doorgaans werd het COC ook geraadpleegd door het ministerie van Onderwijs, alvorens belangrijke maatregelen worden genomen. Dit neemt niet weg dat minister en bonden het altijd eens waren, verre daarvan. Pijnlijk was zo de periode dat het COC ageerde tegen Daniël Coens, een minister uit "dezelfde rangen" (ACV).

## Werking
Anno 2008 groepeert het COC de meerderheid van de gesyndikeerde personeelsleden in het Vlaamse onderwijs. In het katholiek onderwijs is de vakbond vaak de enige vertegenwoordiging. In gemeenschapsonderwijs bekleedt zij meestal een minderheidspositie, naast het ACOD.
Voor het basisonderwijs bestaat er daarnaast nog het Christelijk Onderwijzersverbond (COV), waarmee intensief wordt samengewerkt. Een eventuele fusie van beide centrales behoort in de toekomst tot de mogelijkheden.
Het COC is provinciaal georganiseerd met een "vrijgestelde" per provincie. Die behandelt individuele hulpvragen van aangesloten leden. De vakbondsafgevaardigden worden in elke school door de gesyndikeerde leden verkozen. 
Een Nationaal Dagelijks Bestuur leidt het geheel in goede banen. COC geeft ook een ledenblad uit onder de naam Brandpunt.
Het COC is ook een vaste gesprekspartner voor overlegorganen in het onderwijs. Zo bijvoorbeeld de Vlaamse Onderwijsraad (Vlor).
Gedurende 15 jaar werd het mandaat van nationale voorzitter uitgevoerd door Eric Dolfen. Het mandaat van nationaal voorzitter werd van 12 juni 2015 tot en met 11 februari 2022 waargenomen door Serge Vrancken.  Op 18 maart 2022 werd Guido Callaerts verkozen nationaal voorzitter. Momenteel is Roger Buntinx de nationaal voorzitter van COC.